# 도전! 주부가요스타
도전! 주부가요스타는 1995년 2월 25일부터 2009년 2월 28일까지 방송되었던 음악 프로그램이다.

## 기획 의도
신혼 가정 평범한 주부들이라면 누구나 참여할 수 있는 노래 실력을 겨루며, 노래와 더불어 그들의 생활 이야기를 통해 다양한 재미와 감동을 전달하는 음악 프로그램이다.

## 방송 시간
| 방송 채널 | 방송 기간                           | 방송 시간                              |
| --------- | ----------------------------------- | -------------------------------------- |
| KBS 2TV   | 1995년 2월 25일 ~ 1996년 3월 2일    | 매주 토요일 오전 11시 ~ 12시           |
| KBS 2TV   | 1996년 3월 9일 ~ 1997년 10월 18일   | 매주 토요일 오전 10시 50분 ~ 11시 55분 |
| KBS 2TV   | 1997년 10월 25일 ~ 1998년 10월 10일 | 매주 토요일 오전 10시 5분 ~ 11시       |
| KBS 2TV   | 1998년 10월 17일 ~ 2000년 10월 7일  | 매주 토요일 아침 9시 30분 ~ 10시 30분  |
| KBS 2TV   | 2005년 5월 7일 ~ 2005년 7월 2일     | 매주 토요일 아침 9시 30분 ~ 10시 30분  |
| KBS 2TV   | 2000년 10월 14일 ~ 2005년 4월 30일  | 매주 토요일 아침 9시 30분 ~ 10시 40분  |
| KBS 2TV   | 2005년 11월 5일 ~ 2006년 3월 11일   | 매주 토요일 아침 9시 30분 ~ 10시 40분  |
| KBS 2TV   | 2005년 7월 9일 ~ 2005년 10월 29일   | 매주 토요일 아침 9시 30분 ~ 10시 35분  |
| KBS 2TV   | 2006년 3월 18일 ~ 2009년 2월 28일   | 매주 토요일 아침 9시 30분 ~ 10시 25분  |

## 진행자
| 기수 | 진행자          | 진행 기간                          |
| ---- | --------------- | ---------------------------------- |
| 1기  | 전영호 김연주   | 1995년 2월 25일 ~ 1995년 7월 8일   |
| 2기  | 서기철 김연주   | 1995년 7월 15일 ~ 1995년 9월 9일   |
| 3기  | 왕종근 김연주   | 1995년 9월 16일 ~ 1996년 3월 2일   |
| 4기  | 김병찬 김연주   | 1996년 3월 9일 ~ 1996년 10월 19일  |
| 5기  | 김병찬 배영란   | 1996년 10월 26일 ~ 1997년 5월 24일 |
| 6기  | 김동우 유혜영   | 1997년 5월 31일 ~ 1997년 10월 18일 |
| 7기  | 김병찬 임성민   | 1997년 10월 25일 ~ 1998년 2월 14일 |
| 8기  | 김병찬 최영미   | 1998년 2월 21일 ~ 1998년 10월 10일 |
| 9기  | 김병찬 정미정   | 1998년 10월 17일 ~ 1999년 8월 8일  |
| 10기 | 왕종근 정미정   | 1999년 8월 15일 ~ 2000년 4월 29일  |
| 11기 | (故)허참 정미정 | 2000년 5월 6일 ~ 2002년 7월 13일   |
| 12기 | (故)허참 박주아 | 2002년 7월 20일 ~ 2002년 10월 26일 |
| 13기 | (故)허참 지승현 | 2002년 11월 2일 ~ 2003년 6월 21일  |
| 14기 | (故)허참 이지연 | 2003년 6월 28일 ~ 2003년 11월 1일  |
| 15기 | 김동우 이지연   | 2003년 11월 8일 ~ 2004년 5월 1일   |
| 16기 | 성세정 이지연   | 2004년 5월 8일 ~ 2004년 10월 30일  |
| 7기  | 김병찬 정은승   | 2004년 11월 6일 ~ 2005년 4월 30일  |
| 18기 | 김병찬 이지연   | 2005년 5월 7일 ~ 2005년 7월 2일    |
| 19기 | 김병찬          | 2005년 7월 9일 ~ 2005년 10월 29일  |
| 20기 | 김동우 박현선   | 2005년 11월 5일 ~ 2006년 2월 4일   |
| 21기 | 김동우 김진희   | 2006년 2월 11일 ~ 2006년 11월 18일 |
| 22기 | 김동우 변우영   | 2006년 11월 25일 ~ 2007년 11월 3일 |
| 23기 | 김동우 이승연   | 2007년 11월 10일 ~ 2009년 2월 28일 |

1. ↑  前 가족오락관 MC
2. ↑  前 가족오락관 MC
3. ↑  前 가족오락관 MC
4. ↑  前 가족오락관 MC
5. ↑  現 국악한마당 여자MC
6. ↑  現 KBS 뉴스 930 여자 앵커
7. ↑  現 시니어토크쇼 황금연못 여자패널